# Le Futur immédiat
Le Futur immédiat est un roman de Dominique Rolin paru le 31 décembre 2001 aux éditions Gallimard et ayant reçu l'année suivante le prix France Culture. 

## Éditions
- Le Futur immédiat, éditions Gallimard, 2001  (ISBN 2070763390)